# انیو آنتونلی
انیو آنتونلی (ایتالیایی: Ennio Antonelli؛ ‏ ۲۳ فوریهٔ ۱۹۲۷ – ۶ اوت ۲۰۰۴) بازیگر اهل ایتالیا بود.
از فیلم‌ها یا برنامه‌های تلویزیونی که وی در آن نقش داشته‌است، می‌توان به گرگ و بره، کشور زیبا، پزشک بیمه سلامت، رو به جلو… حرکت!، پیرینو، آفتی برای رهایی، پیرنو دوباره می‌تازد، پیرینو، پزشک اس.ای.یو.بی.، پیرینو در مقابل همه، آفرین به فک، دکتر گلدفوت و دختران آتشپاره، ساتیریکون فلینی، رم، جینجر و فرد، طلاق، زشت، کثیف و بد، جیسن و آرگونات‌ها، فروشگاه بزرگ، اخطار، جنگجوی جهان گمشده، مشکل پُردردسر و نوبت عاشقی اشاره کرد.